# Curtain Call (2000)
Curtain Call ist ein US-amerikanischer Kurz-Dokumentarfilm aus dem Jahr 2000 von Charles Braverman.

## Handlung
Der Film stellt einige Bewohner des Actor’s Fund Home in Englewood, New Jersey, vor, in dem Senioren, die beim Film oder Theater gearbeitet haben, ihren Lebensabend verbringen. Es handelt sich um Dalton Dearborn, Pamela Duncan, Bernard Flood, Rosetta LeNoire, Gaylord Mason und Tessie Moreno – Menschen, die zum Teil hinter den Kulissen gewirkt haben und der Öffentlichkeit eher unbekannt sind. Sie erzählen aus ihren Erinnerungen.

## Auszeichnungen
Bei der Oscarverleihung 2001 wurde der Film in der Kategorie Bester Dokumentar-Kurzfilm für den Oscar nominiert.